# Jörg Hüls
Jörg Fridolin Hüls (* 7. Juli 1944; † 14. März 2022 in Essen) war ein deutscher Sportjournalist.

## Leben
Hüls wuchs in Hamm auf. Nach dem Volontariat beim Westfälischen Anzeiger war er ab Jahresanfang 1969 als Sportberichterstatter in der Essener Redaktion der Bild tätig. Er stieg zum Bild-Sportchef in Nordrhein-Westfalen auf. Nach Angaben der Bild-Journalisten Raimund Hinko und Alfred Draxler überredete Hüls im Jahr 1984 Franz Beckenbauer, Teamchef der deutschen Nationalmannschaft zu werden.
Ab Februar 1988 war er zusammen mit Werner Köster und Ulfert Schröder Chefredakteur der neugegründeten Zeitschrift Sport Bild. Im weiteren Verlauf seiner journalistischen Laufbahn arbeitete Hüls als stellvertretender Chefredakteur der Hörzu (ab 1989), gehörte ab 1992 der Bild-Chefredaktion an und leitete zwischen 2000 und 2002 den Auslandsdienst des Axel Springer Verlags. Ab 2002 war Hüls wieder bei der Bild beschäftigt und stellvertretender Chefredakteur. Als Redaktionsleiter wurde ihm die Aufgabe der Neuausrichtung der Bild in Nordrhein-Westfalen anvertraut. Ende Oktober 2005 verließ er die Bild.
Hüls starb an einer Covid-19-Erkrankung.